# Saturnino Funes

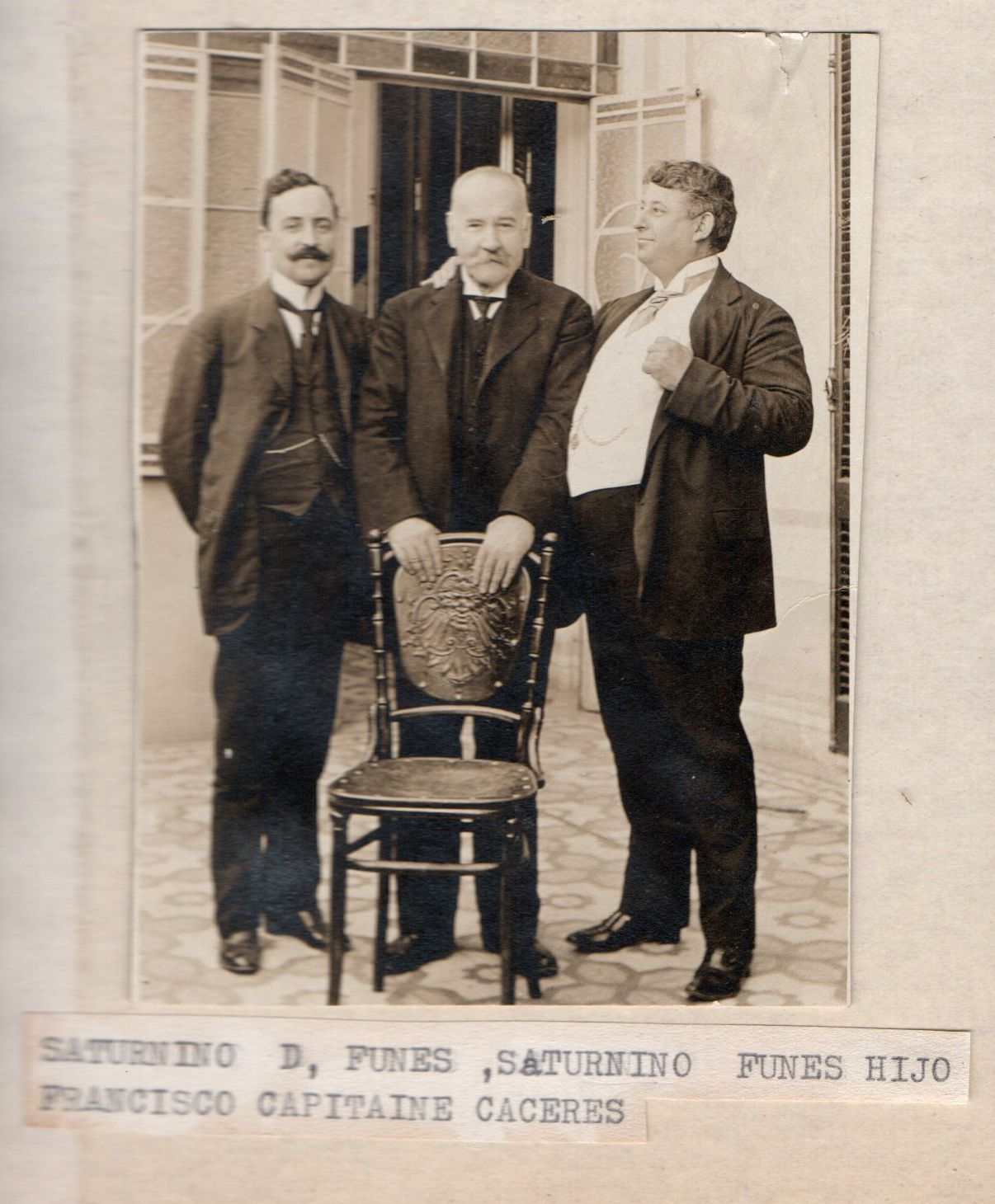
De izquierda a derecha: Ramon Saturnino Florencio Funes del Prado (hijo); Saturnino Doncel Funes Arias; Francisco Capitaine Cáceres (yerno).

Saturnino Doncel Funes (Nono, 1833 - Córdoba, 1910) fue un político argentino. 

## Biografía
Nació el 28 de noviembre de 1833 en Nono, provincia de Córdoba. Se trasladó a la ciudad capital, estudiando en el Seminario de Nuestra Señora de Loreto.
En Paraná, capital de la entonces Confederación Argentina ocupó cargos dentro de los ministerios de Justicia, Instrucción Pública y Culto, y del Interior. Posteriormente fue prosecretario de la Cámara de Diputados de la Confederación. 
Luego de Pavón, retornó a Córdoba, donde en 1865 fue nombrado subsecretario del departamento de justicia y, cuatro años después, se le encomendó la compilación oficial de leyes y acuerdos de la Cámara de Justicia.
En 1870 y 1871 ocupó numerosos cargos en la provincia, desempeñándose como encargado del archivo general del gobierno y oficial mayor del departamento de hacienda (12 de enero de 1870) y del Ministerio de Hacienda, Justicia, Culto e Instrucción Pública, estando a cargo del ministerio por renuncia del titular en 1872. También estuvo a cargo de la cartera de gobierno el 16 de mayo de 1877.
A principios del XX presidió el Concejo Deliberante de la ciudad de Córdoba, correspondiéndole ocupar la intendencia de manera interina en el período comprendido entre el 27 de octubre y el 30 de noviembre de 1905.
Falleció en la ciudad de Córdoba, el 20 de junio de 1910.